# مندی هزه
مندی هزه (انگلیسی: Mandy Haase؛ زادهٔ ۲۵ ژوئن ۱۹۸۲) بازیکن هاکی روی چمن اهل آلمان است.
وی در مسابقات کشوری و بین‌المللی در مجموع برندهٔ ۲ مدال طلا، ۱ مدال نقره شده‌است.